# Waals Parlement (samenstelling 2019-2024)

Waalse vlag

Deze lijst geeft de samenstelling weer van het Waals Parlement van 2019 tot 2024. De legislatuur ging van start op 11 juni 2019 en eindigde op 26 april 2024.

## Samenstelling
| Begin legislatuur (2019) | Begin legislatuur (2019) | Begin legislatuur (2019) | Einde legislatuur (2024) | Einde legislatuur (2024) | Einde legislatuur (2024) |
| Fractie                  | Fractie                  | Zetels                   | Fractie                  | Fractie                  | Zetels                   |
| ------------------------ | ------------------------ | ------------------------ | ------------------------ | ------------------------ | ------------------------ |
|                          | PS                       | 23                       |                          | PS                       | 23                       |
|                          | MR                       | 20                       |                          | MR                       | 19                       |
|                          | Ecolo                    | 12                       |                          | Ecolo                    | 12                       |
|                          | cdH                      | 10                       |                          | Les Engagés              | 11                       |
|                          | PTB                      | 10                       |                          | PTB                      | 10                       |

Wijzigingen in fractiesamenstelling:
- In 2023 stapte Jean-Luc Crucke over van de MR- naar de Les Engagés-fractie.

## Decumul
In 2010 keurde het Waals Parlement een decumulregeling goed. In elke fractie mogen slechts 25 procent van de parlementsleden hun functie cumuleren met het mandaat van burgemeester of schepen. De overige 75 procent van de parlementsleden mogen dit niet.
In de legislatuur 2019-2024 mogen zes leden van de PS-fractie, vijf leden van de MR-fractie en twee leden van de cdH-fractie hun mandaat van parlementslid cumuleren met het burgemeesterschap of het schepenambt:
| Naam                      | Partij | Lokale functie                       |
| ------------------------- | ------ | ------------------------------------ |
| Laurent Devin             | PS     | Burgemeester van Binche              |
| Paul Furlan               | PS     | Burgemeester van Thuin               |
| Jean-Pierre Lepine        | PS     | Burgemeester van Quaregnon           |
| Christophe Collignon      | PS     | Burgemeester van Hoei                |
| Pierre-Yves Dermagne      | PS     | Burgemeester van Rochefort           |
| Jean-Charles Luperto      | PS     | Burgemeester van Sambreville         |
| Caroline Cassart-Mailleux | MR     | Burgemeester van Ouffet              |
| Jacqueline Galant         | MR     | Burgemeester van Jurbeke             |
| Anne Laffut               | MR     | Burgemeester van Libin               |
| Jean-Luc Crucke           | MR     | Burgemeester van Frasnes-lez-Anvaing |
| Manu Douette              | MR     | Burgemeester van Hannuit             |
| Christophe Bastin         | cdH    | Burgemeester van Onhaye              |
| Benoît Dispa              | cdH    | Burgemeester van Gembloers           |

## Lijst van de leden van het Waals Parlement
| Volksvertegenwoordiger    | Kieskring                                   | Fractie | Opmerkingen |
| ------------------------- | ------------------------------------------- | ------- | --- |
| André Antoine             | Nijvel                                      | cdH     | |
| René Collin               | Aarlen-Marche-Bastenaken-Neufchâteau-Virton | cdH     | Voorzitter van de commissie Begroting en Sportinfrastructuren. |
| François Desquesnes       | Zinnik-La Louvière                          | cdH     | Voorzitter van de cdH/Les Engagés-fractie. |
| Michel de Lamotte         | Luik                                        | cdH     | Vervangt vanaf 19 oktober 2022 Alda Greoli, die de functies van schepen en OCMW-voorzitter opnam in Spa en vanwege de decumulregels in het Waals Parlement ontslag nam.                                        |
| Anne-Catherine Goffinet   | Aarlen-Marche-Bastenaken-Neufchâteau-Virton | cdH     | Secretaris vanaf 21 december 2022. |
| Mathilde Vandorpe         | Doornik-Aat-Moeskroen                       | cdH     | |
| Benoît Dispa              | Namen                                       | cdH     | |
| Christophe Bastin         | Dinant-Philippeville                        | cdH     | |
| Julien Matagne            | Charleroi-Thuin                             | cdH     | |
| Marie-Martine Schyns      | Verviers                                    | cdH     | |
| Anne Kelleter             | Verviers                                    | Ecolo   | |
| Stéphane Hazée            | Namen                                       | Ecolo   | Voorzitter van de Ecolo-fractie. |
| Veronica Cremasco         | Luik                                        | Ecolo   | Voorzitter van de commissie Economie, Ruimtelijke Ordening en Landbouw. |
| Hélène Ryckmans           | Nijvel                                      | Ecolo   | |
| Christophe Clersy         | Charleroi-Thuin                             | Ecolo   | |
| Manu Disabato             | Bergen                                      | Ecolo   | Ondervoorzitter tot 15 december 2022. |
| Olivier Bierin            | Luik                                        | Ecolo   | Ondervoorzitter vanaf 21 december 2022. |
| Laurent Agache            | Doornik-Aat-Moeskroen                       | Ecolo   | Vervangt vanaf 18 september 2019 Bénédicte Linard, die minister in de Franse Gemeenschapsregering wordt. |
| Laurent Heyvaert          | Nijvel                                      | Ecolo   | |
| Rodrigue Demeuse          | Hoei-Borgworm                               | Ecolo   | |
| Jean-Philippe Florent     | Aarlen-Marche-Bastenaken-Neufchâteau-Virton | Ecolo   | |
| Valérie Delporte          | Namen                                       | Ecolo   | |
| Christine Mauel           | Verviers                                    | MR      | |
| Sabine Laruelle           | Namen                                       | MR      | Ondervoorzitter vanaf 21 december 2022. |
| François Bellot           | Dinant-Philippeville                        | MR      | Werd van 26 juni 2019 tot 1 oktober 2020 als ontslagnemend minister in de Federale Regering vervangen door Frédérick Botin.                                                                                    |
| Françoise Mathieux        | Dinant-Philippeville                        | MR      | |
| Nicolas Tzanetatos        | Charleroi-Thuin                             | MR      | |
| Yves Evrard               | Aarlen-Marche-Bastenaken-Neufchâteau-Virton | MR      | Vervangt vanaf 16 september 2019 Willy Borsus, die minister in de Waalse Regering wordt. |
| Rachel Sobry              | Charleroi-Thuin                             | MR      | Secretaris vanaf 21 december 2022. |
| Jean-Luc Crucke           | Doornik-Aat-Moeskroen                       | MR      | Werd van 16 september 2019 tot 13 januari 2022 gedurende zijn ministerschap in de Waalse regering vervangen door Hervé Cornillie. Jean-Luc Crucke stapte op 15 februari 2023 over naar de Les Engagés-fractie. |
| Nicolas Janssen           | Nijvel                                      | MR      | Vervangt vanaf 16 september 2019 Valérie De Bue, die minister in de Waalse Regering wordt. |
| Diana Nikolic             | Luik                                        | MR      | |
| Caroline Cassart-Mailleux | Hoei-Borgworm                               | MR      | |
| Philippe Dodrimont        | Luik                                        | MR      | |
| Véronique Durenne         | Doornik-Aat-Moeskroen                       | MR      | Vervangt vanaf 11 juni 2019 Alice Leeuwerck, die wegens de decumulregeling in het Waals Parlement ontslag neemt.                                                                                               |
| Anne Laffut               | Aarlen-Marche-Bastenaken-Neufchâteau-Virton | MR      | |
| Jacqueline Galant         | Bergen                                      | MR      | Ondervoorzitter tot 20 december 2022. |
| Manu Douette              | Hoei-Borgworm                               | MR      | |
| Charles Gardier           | Verviers                                    | MR      | Vervangt vanaf 18 september 2019 Pierre-Yves Jeholet, die minister in de Franse Gemeenschapsregering wordt. Gardier is voorzitter van de commissie Algemene Zaken en Internationale Betrekkingen.              |
| Olivier Maroy             | Nijvel                                      | MR      | Voorzitter van de commissie Ambtenarenzaken, Toerisme en Erfgoed. |
| Sybille de Coster-Bauchau | Nijvel                                      | MR      | Secretaris van 25 september 2019 tot 20 december 2022. |
| Jean-Paul Wahl            | Nijvel                                      | MR      | Voorzitter van de MR-fractie. Secretaris tot 25 september 2019. |
| André Frédéric            | Verviers                                    | PS      | Voorzitter van de PS-fractie van 13 september 2019 tot 21 december 2022. |
| Eric Lomba                | Hoei-Borgworm                               | PS      | Vervangt vanaf 14 oktober 2020 Christophe Collignon, die minister in de Waalse Regering wordt. Collignon was parlementsvoorzitter tot 13 september 2019.                                                       |
| Philippe Courard          | Aarlen-Bastenaken-Marche-Neufchâteau-Virton | PS      | Voorzitter van de commissie Huisvesting en Lokale Besturen. |
| Rudy Demotte              | Doornik-Aat-Moeskroen                       | PS      | |
| Eddy Fontaine             | Dinant-Philippeville                        | PS      | Vervangt vanaf 16 september 2019 Pierre-Yves Dermagne, die minister in de Waalse Regering wordt. Dermagne was voorzitter van de PS-fractie tot 13 september 2019.                                              |
| Mourad Sahli              | Charleroi-Thuin                             | PS      | |
| Jean-Pierre Lepine        | Bergen                                      | PS      | Voorzitter van de commissie Leefmilieu, Natuur en Dierenwelzijn. |
| Gaëtan Bangisa            | Charleroi-Thuin                             | PS      | Vervangt vanaf 31 mei 2023 Maxime Hardy, die ontslag nam om schepen van Charleroi te worden. Hardy verving van 8 januari 2020 tot 22 mei 2023 de overleden Philippe Blanchart.                                 |
| Sophie Mengoni            | Charleroi-Thuin                             | PS      | Vervangt vanaf 19 april 2023 de overleden Paul Furlan. |
| Latifa Gahouchi           | Charleroi-Thuin                             | PS      | |
| Joëlle Kapompolé          | Bergen                                      | PS      | |
| Dimitri Legasse           | Nijvel                                      | PS      | Voorzitter van de commissie Werk, Sociale Actie en Gezondheid. |
| Fatima Ahallouch          | Doornik-Aat-Moeskroen                       | PS      | |
| Jean-Charles Luperto      | Namen                                       | PS      | |
| Mauro Lenzini             | Luik                                        | PS      | |
| Laurent Léonard           | Luik                                        | PS      | Vervangt vanaf 16 september 2019 Christie Morreale, die minister in de Waalse Regering wordt. |
| Thierry Witsel            | Luik                                        | PS      | |
| Sabine Roberty            | Luik                                        | PS      | |
| Laurent Devin             | Zinnik-La Louvière                          | PS      | Voorzitter van de PS-fractie vanaf 21 december 2022. |
| Sophie Pécriaux           | Zinnik-La Louvière                          | PS      | Secretaris tot 9 december 2022. |
| Jean-Claude Marcourt      | Luik                                        | PS      | Parlementsvoorzitter van 13 september 2019 tot 21 december 2022. |
| Michel Di Mattia          | Zinnik-La Louvière                          | PS      | |
| Gwenaëlle Grovonius       | Namen                                       | PS      | Secretaris vanaf 21 december 2022. |
| Alice Bernard             | Luik                                        | PTB     | |
| László Schonbrodt         | Verviers                                    | PTB     | Vervangt vanaf 9 november 2022 Samuel Nemes, die om gezondheidsredenen ontslag nam. Schonbrodt is secretaris vanaf 21 december 2022.                                                                           |
| Julien Liradelfo          | Luik                                        | PTB     | |
| Germain Mugemangango      | Charleroi-Thuin                             | PTB     | Voorzitter van de PTB-fractie. |
| Antoine Hermant           | Zinnik-La Louvière                          | PTB     | Voorzitter van de commissie Energie, Klimaat en Mobiliteit. |
| Laure Lekane              | Luik                                        | PTB     | |
| Anouk Vandevoorde         | Namen                                       | PTB     | |
| Amandine Pavet            | Charleroi-Thuin                             | PTB     | |
| John Beugnies             | Bergen                                      | PTB     | |
| Jori Dupont               | Doornik-Aat-Moeskroen                       | PTB     | |